# Demografia da Líbia
Demografia da Líbia compreende todas as características demográficas da população deste país, incluindo densidade populacional, grupos étnicos, nível de educação, saúde da população, situação econômica, confissões religiosas e outros aspectos da população líbia.

## Grupos étnicos e religiosos

### Religião
| Composição religiosa da Líbia* | Composição religiosa da Líbia* | Composição religiosa da Líbia* | Composição religiosa da Líbia* | Composição religiosa da Líbia* |
| ------------------------------ | ------------------------------ | ------------------------------ | ------------------------------ | ------------------------------ |
| Religião                       |                                |                                | Porcentagem                    |                                |
| Islã                           | Islã                           |                                | 97,3%                          | 97,3%                          |
| Cristianismo                   | Cristianismo                   |                                | 0,7%                           | 0,7%                           |
| Outras                         | Outras                         |                                | 2,0%                           | 2,0%                           |

A religião predominante na Líbia é o Islã com 97,3% da população que a professa em 2000.  A grande maioria dos muçulmanos neste país aderem ao Sunismo,  que proporciona direção espiritual à população, e constitui uma pedra angular da política do governo; enquanto que uma minoria (entre 5% e 10%) aderem ao Ibadismo (um ramo do Carijitas), especialmente nos montes Nafusa e na cidade de Zuara, a oeste de Trípoli. Uma forma líbia do Sufismo também é comum em algumas partes do país.

### Grupos étnicos

Composição étnica da população líbia em 1974 (mapa CIA)
árabes e árabo-berberes
berberes
tuaregues
tubus
desabitado

Os líbios nativos são principalmente árabes ou uma mistura destes com etnias berberes. Entre os residentes estrangeiros, por outro lado, o maior grupo é composto por cidadãos de outros países africanos, incluindo os norte-africanos (especialmente egípcios) e africanos subsaarianos. Em 2011, havia também uma estimativa de 60.000 bengalis, 30.000 chineses e 30.000 filipinos no país.
A Líbia abriga um grande número de população ilegal que alcança mais do que um milhão de pessoas, a maioria egípcios e africanos, cuja origem é do sul do Saara. A Líbia tem uma pequena minoria italiana; anteriormente, houve uma presença visível de colonos dessa nacionalidade, mas muitos partiram após a independência, em 1947, e muitos mais, em 1970, após a ascensão de Muammar Gaddafi ao poder.

### Grupos tribais
A sociedade líbia é amplamente estruturada em moldes tribais, com mais de 20 grandes grupos. Os principais são:
- Tripolitânia: Uarfalas, Tarhona, Wershifana, Al-Fwatir, Awlad Busayf, Al-Zintan, Al-Rijban.
- Cirenaica: Al-Awagir, Al-Abaydat, Drasa, Al-Barasa, Al-Fawakhir, Zuaias, Al-Majabra.
- Sirte: Al-Qaddadfa, magaras, Al-Magharba, Al-Riyyah, Al-Haraba, Al-Zuwaid, Al-Guwaid.
- Fezã: Al-Hutman, Al-Hassawna; Tubus, Tuaregues.
- Cufra: Zuaias; Tubus.